# سيبيريا
سيبيريا منطقةٌ جغرافية واسعة الانتشار، تشمل كامل منطقة آسيا الشمالية، وتمتد من جبال الأورال غربًا إلى المحيط الهادئ شرقًا. كانت سيبيريا جزءًا من روسيا منذ النصف الثاني للقرن السادس عشر، بعدما غزا الروس الأراضي الواقعة شرق جبال الأورال. تعد سيبيريا منطقة شاسعة، ذات كثافة سكانية منخفضة، مساحتها نحو 13.1 مليون كيلومتر مربع (5.1 مليون ميل مربع)، يقطنها نحو خمس تعداد سكان روسيا. تعد نوفوسيبيرسك وأومسك أكبر مدينتين في المنطقة.
لا يوجد تعريف دقيق لحدود سيبيريا لأنها منطقة جغرافية وتاريخية. تمتدّ سيبيريا، تقليديًا، من جبال الأورال إلى الشرق حتى المحيط الهادئ، وتشمل معظم المستجمعات المائية من المحيط المتجمد الشمالي. يقسم نهر ينسي منطقة سيبيريا إلى قسمين، غربيٍ وشرقي. تمتد سيبيريا من جنوب المحيط المتجمد الشمالي إلى تلال شمال منتصف كازاخستان والأجزاء الشمالية من منغوليا والصين. يُعد الجزء الأوسط من سيبيريا (المنطقتان الاقتصاديتان الغربية والشرقية من سيبيريا) قلب منطقة سيبيريا في أيام الاتحاد السوفييتي. يشمل القسم الغربي من سيبيريا، خارج حدود الجزء الأوسط، بعض أراضي منطقة الأورال، في حين يُطلق اسم الشرق الأقصى الروسي، تاريخيًا، على المنطقة الواقعة في أقصى شرق روسيا.
تُشتهر سيبيريا عالميًا بشتائها الطويل والقاسي، فيبلغ متوسط درجة الحرارة في شهر يناير -25 درجة سيليزيوس (-13 درجة فهرنهايت). تقع سيبيريا جغرافيًا في قارة آسيا، لكن استعمارها وضمها إلى روسيا جعلها تنتمي إلى قارة أوروبا ثقافيًا وسياسيًا. تسود التأثيرات الثقافية الأوروبية، والروسية خصوصًا، في مختلف أنحاء المنطقة بسبب الهجرة الروسية من أوروبا إلى سيبيريا منذ القرن السادس عشر، ما أدى إلى نشوء مجموعة سيبيريّة روسيّة شبه إثنية. يؤلف السلاف والمجموعات الأخرى الهندو أوروبية الأغلبية الكبرى من سكان سيبيريا، ويمتلك أكثر من 85% من سكان المنطقة أصولًا أوروبية.

## أصل التسمية
لا يزال أصل اسم سيبيريا مجهولًا. تقول بعض المصادر أن اسم «سيبيريا» مشتق من لغة التتر السيبيريين، وتعني «الأرض النائمة» (سيب إير). تدعي مصادر أخرى أن سيبيريا هو اسم إثني لقبيلة سيرتيا القديمة (وتُعرف أيضًا باسم سيوبر)، وهي مجموعة إثنية آسيوية قديمة مماثلة لشعب النينتس.
وُثّق الاستخدام الحديث لاسم سيبيريا في اللغة الروسية بعد انتصار الإمبراطورية الروسية على خانية سيبيريا. تدعي مصادر أخرى أن المنطقة سُميت بهذا الاسم تيمنًا بشعب سيبه أو سيبو. اقترح المؤرخ البولندي شيليتشكوفسكي أن الاسم مشتق من الكلمة السلافية البدائية سيفير север، والتي تعني «شمال»، وينطبق الاقتراح أيضًا على منطقة سيفيريا.
رفض أناتولي بالكالوف هذا التفسير. قال أن الشعوب المجاورة لسيبيريا، كالصينيين والأتراك والمغول، أطلقوا على المنطقة أسماءً متشابهة على الرغم من جهلهم باللغة الروسية. يقترح بالكالوف أن الاسم قد يكون مزيجًا لكلمتين من أصلٍ تركي، وهما «سو» (ماء) و«بير» (الأرض البرية).

## تاريخ

### ما قبل التاريخ
سيبيريا ذات أهمية كبيرة في علم الأحياء القديمة، وتحوي جثث حيوانات عصر ما قبل التاريخ، والعصر الحديث الأقرب خصوصًا، وفق المقياس الزمني الجيولوجي، محفوظة في الجليد أو التربة الصقيعية. عُثر في سيبيريا على عينات من أسد الكهوف الأوروبي وماموث يوكا والماموث الصوفي في مدينة أويمياكون، ووحيد القرن الصوفي في كوليما، والبيسون والخيل في مدينة يوكاغير.
نشأت مصاطب سيبيريا جراء إحدى أكبر الانفجارات البركانية منذ 251 مليون سنة وفق تاريخ الأرض الجيولوجي. استمرّ نشاط البراكين ملايين السنين، ويرى بعض العلماء أنه سبب محتمل للانقراض البرمي-الثلاثي الذي حدث منذ 250 مليون سنة -وهو الحدث الذي أدى إلى انقراض 90% من أنواع الكائنات الحية التي وُجدت حينها.
عاش 3 أنواع من البشر، على الأقل، في جنوب سيبيريا منذ نحو 40 ألف سنة: الإنسان العاقل والنياندرتال والدينيسوفان. في عام 2010، بيّن دليل من الحمض النووي الريبوزي منقوص الأكسجين DNA أن الإنسان الأخير نوع منفصل عن باقي أنواع البشر.

### التاريخ المبكر
استوطنت مجموعات مختلفة من الرحّل أجزاءً متنوعة من سيبيريا في الألفية الماضية، وهذه المجموعات هي: الإنيتس والنينيتس والهون وشيونغنو والسكوثيون والأيغور. سكن شعب الخيتان، وهم المغول البدائيون، أجزاءً من المنطقة أيضًا. كان خان سيبير شخصية بارزة عام 630 في جوار مدينة توبولسك حاليًا، وهو الذي ساند الحاكم كوبرات عند تنصيبه خاقان بلغاريا العظمى القديمة. احتل المغول أجزاءً واسعة من سيبيريا في القرن الثالث عشر، إبان فترة الإمبراطورية المغولية.
تأسست خانية سيبير في أواخر القرن الخامس عشر تزامنًا مع تفكك خانية القبيلة الذهبية. هاجر شعب الياكوت الناطق بالتركية شمالًا من منطقة بحيرة بايكال بضغطٍ من القبائل المغولية في الفترة الواقعة بين القرنين الثالث عشر والخامس عشر. مع ذلك، بقيت سيبيريا منطقة ذات كثافة سكانية منخفضة. كتب المؤرخ جون إف. ريتشاردز: «... لا أرجح أن يتجاوز تعداد سكان سيبيريا في الفترة الحديثة المبكرة حاجز الـ300 ألف شخص».
أدى تنامي قوة روسيا في الغرب إلى تقويض خانية سيبيريا في القرن السادس عشر. في البداية، بدأت مجموعات التجار والقوزاق دخول المنطقة، ثم أُمر الجيش الروسي بتأسيس حصونٍ في المزيد من المناطق الشرقية لحماية مجموعات المستوطنين الروس الجدد الذين هاجروا من أوروبا. نشأت بلدات مثل مانغازيا وتارا ويينيسيك وتوبولسك، وأصبحت الأخيرة عاصمة سيبيريا بحكم الأمر الواقع منذ عام 1590. كان سيبير اسم حصنٍ في قاشليك، قرب توبولسك حاليًا، في تلك الفترة. استخدم الجغرافي جيراردوس مركاتور، في خريطة نشرها عام 1595، اسم سيبير للإشارة إلى مستوطنة وأراضٍ مجاورة لها بمحاذاة أحد الروافد اليسرى لنهر أوبي. تدعي مصادر أخرى أن شعب سيبي، وهو أحد الشعوب الأصلية من مجموعة الشعوب التونغوسية، أبدى مقاومة عنيفة ضد التوسع الروسي وراء الأورال. يقترح البعض أن مصطلح «سيبيريا» ناجم عن ترويس الاسم الإثني الأصلي.

### الإمبراطورية الروسية
أسست روسيا مناطق سيطرة وصلت إلى المحيط الهادئ. استوطن نحو 230 ألف روسي سيبيريا بحلول العام 1709. أصبحت سيبيريا إحدى الوجهات المخصصة لإرسال المعاقبين بالنفي.
كان تشييد سكة الحديد العابرة لسيبيريا أول تغيّر حديث يطرأ على سيبيريا، وحدث ذلك في الفترة بين عامي 1891 و1916. وصلت السكة سيبيريا بباقي أنحاء روسيا التي شهدت تحديثًا صناعيًا في عهد القيصر نيكولاس الثاني (1894-1917). انتقل نحو 7 ملايين روسي إلى سيبيريا، قادمين من أوروبا، بين العامين 1801 و1914. هاجر أكثر من نصف مليون روسي إلى الشرق الأقصى بين عامي 1859 و1917. تمتلك سيبيريا مواردًا طبيعية هائلة، وجرى استغلال تلك الثروات على نطاق واسع إبان القرن العشرين، فظهرت البلدات الصناعية في المنطقة.
وقعت كارثة انفجار تونغوسكا في الساعة 7:15 صباح يوم 30 يونيو عام 1908، وأدى إلى دمار ملايين الأشجار قرب نهر بودكامينايا تونغوسكا في وسط سيبيريا. اعتقد معظم العلماء أن الكارثة ناتجة عن انفجار هوائي جراء سقوط نيزك أو مذنب. لم يُعثر على أي حفرة قد يخلّفها الانفجار، لكن المنظر الطبيعي في المنطقة (ذات الكثافة السكانية المنخفضة) تحمل آثار الحادثة حتى اليوم.

## الجغرافيا

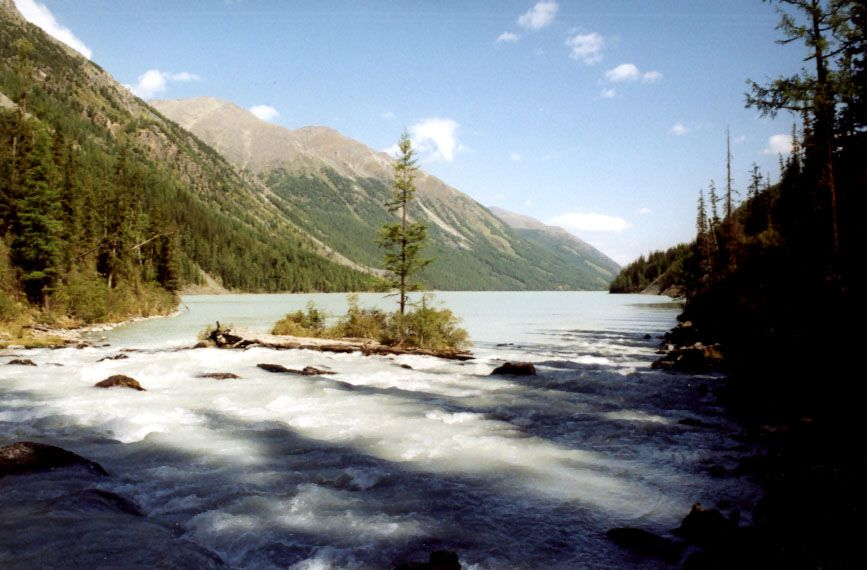
بحيرة "Kutsherla " الواقعة في جبال التاي

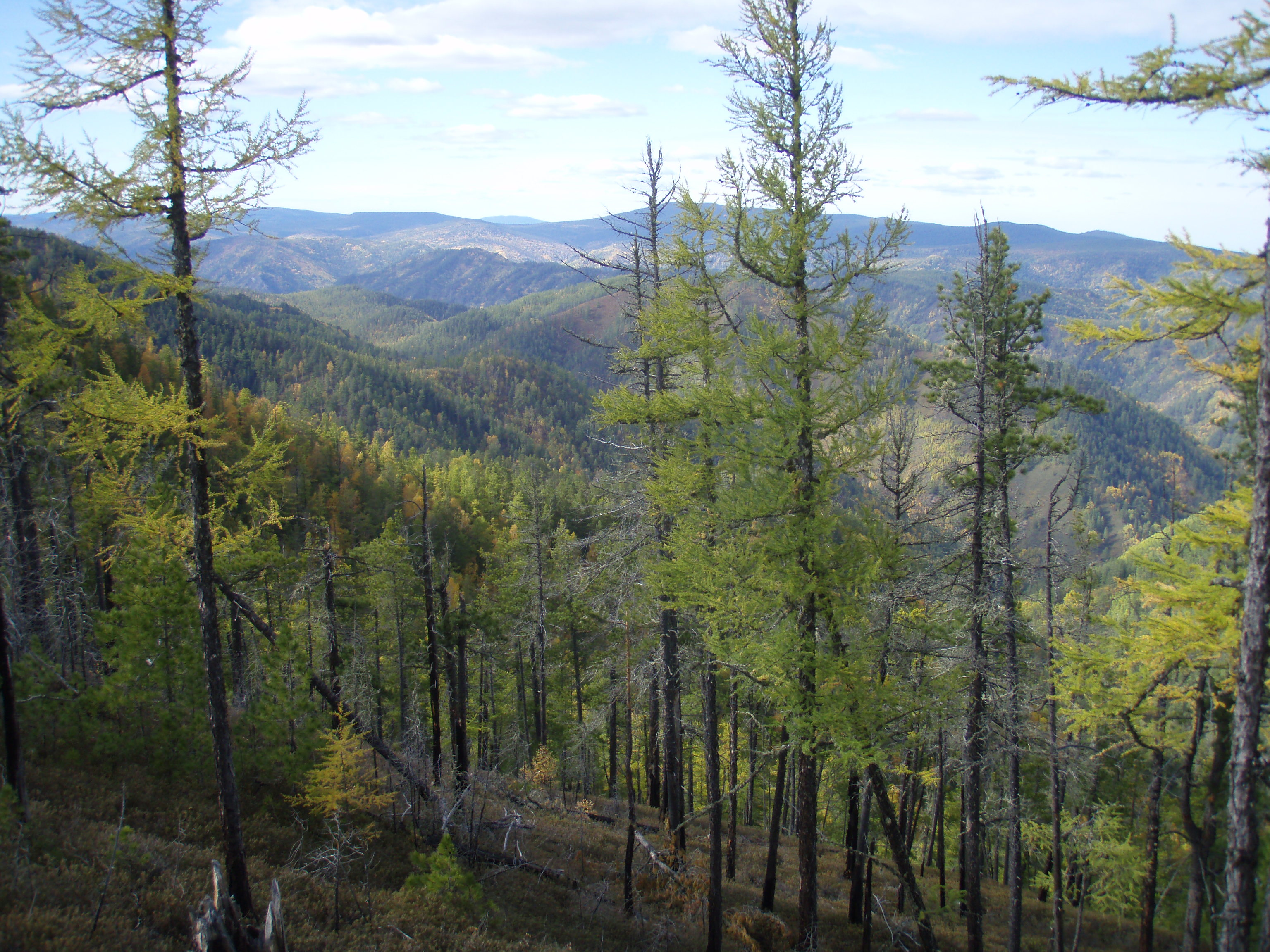
تايغا غابات الشمال

تبلغ مساحة سيبيريا 13.1 مليون كيلومتر مربع (5.1 ملايين ميل مربع)، وتحتل سيبيريا ما يقرب من 77٪ من أراضي روسيا الإجمالية. وتشمل المناطق الجغرافية الرئيسية سهل سيبيريا الغربي وهضبة سيبيريا الوسطى. وتغطي سيبيريا ما يقرب من 10٪ من سطح اليابسة (148940000 كيلومتر مربع). وفي حين أن سيبيريا تقع بالكامل داخل حدود آسيا فإن العديد من الجهات والسلطات مثل (UN geoscheme) ترفض تقسيم البلدان وتضع جميع أجزاء روسيا كجزء من أوروبا أو أوروبا الشرقية.وتضم ياقوتيا الشرقية والغربية العديد من السلاسل الجبلية من مختلف العصور. وترتفع هذه الجبال إلى ما يقارب ال 3000 متر (9800 قدم)، ولكنها تكاد تخلو تماما من الغطاء النباتي بعد عدة مئات من الأمتار. ولقد تجمدت سلسلة جبال فرخويانسك في العصر الجليدي، لكن المناخ الجاف حال دون تجمد الارتفاعات المنخفضة. وتحوي هذه الارتفاعات المنخفضة العديد من الوديان وتُكسى الكثير منها بغابات الأرز باستثناء أقصى الشمال حيث تسيطر التندرا. ويعد بركان كلوتشفسكايا سوبكا في شبه جزيرة كامشاتكا أعلى قمة في سيبيريا حيث يبلغ ارتفاع قمته 4649 متر أي 15,253 قدم.

### السلاسل الجبلية
- جبال ألتاي
- سلسلة الاندير
- جبال بايكال
- جبال كامار دايبن
- جبال تشرسكي
- جبال غايدن
- جبال كورياك
- جبال سايان
- جبال تانو اولا
- جبال الأورال
- جبال فرخويانسك
- جبال يابلونوي

### البحيرات والأنهار
- نهر اينبار
- نهر أنغارا
- نهر إنديغيركا
- نهر إيرتيش
- نهر كوليما
- نهر لينا
- نهرتونجوسكا
- بحيرة بايكال
- خزاننوفوسيبيرسك
- نهر أوبي
- نهر بوبيجي
- نهر ستوني تونغوسكا
- نهر أنغارا العلوي
- بحيرة Uvs
- نهر يانا
- نهر ينسي

### جيولوجيا
يتألف معظم السهل الغربي لسيبيريا من الرواسب الغرينية التي تكوّنت نتيجة سدود الجليد والتي كوّنت أيضا بحيرة جليدية كبرى. ومن منتصف إلى نهاية العصر الجليدي سدت هذه البحيرة تدفق نهري أوبي وينسي من ناحية الشمال مما أدى إلى إعادة توجيه تدفق هذه المجاري إلى الجنوب الغربي لتصب في بحر قزوين وبحر آرال. وهضبة سيبيريا الوسطى عبارة عن غلاف صخري قديم والذي شكل قارة مستقلة قبل حدوث العصر البرمي. وهذه الهضبة غنية بالمعادن حيث تحوي على الكثير من رواسب الذهب والألماس وخامات المنغنيز والرصاص والزنك والنيكل والكوبالت والموليبدنوم. وجزء واسع من هذه المنطقة يحوي على مصاطب سيبيريا. تزامنت هذه الفترة البركانية الضخمة مع حدث انقراض انقراض العصر البرمي الترياسي. ويقال إن هذا الحدث البركاني هو أكبر ثوران بركاني معروف في تاريخ الأرض. وخلال الحقبة الرابعة كان ما تجمد هو الجزء الشمالي الغربي ولكن كل شي تقريبا طمر في أعماق الجليد، وكانت الشجرة الوحيدة التي يمكن أن تزدهر، على الرغم من الصيف الحار، هي أرزية سيبيرية، أما إلى الخارج من الشمال الغربي فإن الالتايغا هي المهيمنة والتي تغطي جزءا كبيرا من مجمل سيبريا.

### المناخ

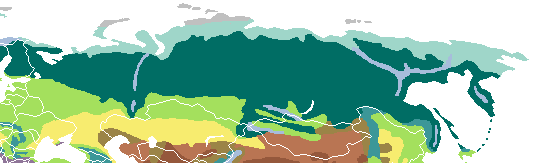
الصحراء القطبية
التندرا
التندرا الالبية
التايغا
الغابة الجبلية
السهوب الجافة
السهوب معتدلة المناخ
الغابة ذات الاوراق العريضة معتدلة المناخ

مناخ سيبيريا متفاوت بشكل كبير ولكن بشكل عام فإنه يتمثل بصيف قصير وشتاء طويل بارد. وتمر المنطقة التي تقع على الساحل الشمالي إلى الشمال من الدائرة القطبية الشمالية بصيف قصير (شهرا واحد).ومعدل درجة الحرارة في جنوب سيبيريا (حيث يتمركز معظم السكان) يبلغ 0.5 سيلزيوس (32.9 ف) وتصل إلى 20 سيلزيوس (65 ف). ويعتبر المناخ في غرب سيبيريا أدفأ من شرقها حيث سجلت أدنى درجة حرارة في ياقوتيا -71.2 سيلزيوس (-96.1 ف). ومع اقتراب موسم النمو ووفرة أشعة الشمس والتربة الخصبة تكون جنوب سيبيريا أرض خصبة لزراعة.
تجلب الرياح الجنوبية الغربية الهواء الدافئ من آسيا الوسطى والشرق الأوسط. وعلى الرغم من اهتمام الإمبراطورية الروسية بالتوطين فلم يشكل أمر البرد القارص قضية مهمة أبداً.
هطول الأمطار في سيبيريا منخفضة عموما، ولكن قد يتجاوز ال500 ملليمتر (20 بوصة) فقط في كامتشاتكا حيث تتدفق رياح رطبة آتية من بحر أوخوتسك. وعلى الرغم من الانفجارات البركانية ودرجات الحرارة المنخفضة في الصيف فإنها تسمح بالنمو لغابات محددة. ففي معظم بريمورسكي كراي يكون هطول الأمطار مرتفع في أقصى الجنوب حيث التأثيرات الموسمية يمكن أن تنتج الأمطار الصيفية الغزيرة جدا.
| البيانات المناخية لـنوفوسيبيرسك, Siberia's largest city | البيانات المناخية لـنوفوسيبيرسك, Siberia's largest city | البيانات المناخية لـنوفوسيبيرسك, Siberia's largest city | البيانات المناخية لـنوفوسيبيرسك, Siberia's largest city | البيانات المناخية لـنوفوسيبيرسك, Siberia's largest city | البيانات المناخية لـنوفوسيبيرسك, Siberia's largest city | البيانات المناخية لـنوفوسيبيرسك, Siberia's largest city | البيانات المناخية لـنوفوسيبيرسك, Siberia's largest city | البيانات المناخية لـنوفوسيبيرسك, Siberia's largest city | البيانات المناخية لـنوفوسيبيرسك, Siberia's largest city | البيانات المناخية لـنوفوسيبيرسك, Siberia's largest city | البيانات المناخية لـنوفوسيبيرسك, Siberia's largest city | البيانات المناخية لـنوفوسيبيرسك, Siberia's largest city | البيانات المناخية لـنوفوسيبيرسك, Siberia's largest city |
| الشهر                                                   | يناير                                                   | فبراير                                                  | مارس                                                    | أبريل                                                   | مايو                                                    | يونيو                                                   | يوليو                                                   | أغسطس                                                   | سبتمبر                                                  | أكتوبر                                                  | نوفمبر                                                  | ديسمبر                                                  | المعدل السنوي                                           |
| ------------------------------------------------------- | ------------------------------------------------------- | ------------------------------------------------------- | ------------------------------------------------------- | ------------------------------------------------------- | ------------------------------------------------------- | ------------------------------------------------------- | ------------------------------------------------------- | ------------------------------------------------------- | ------------------------------------------------------- | ------------------------------------------------------- | ------------------------------------------------------- | ------------------------------------------------------- | ------------------------------------------------------- |
| متوسط درجة الحرارة الكبرى °م (°ف)                       | −12.2 (10.0)                                            | −10.3 (13.5)                                            | −2.6 (27.3)                                             | 8.1 (46.6)                                              | 17.5 (63.5)                                             | 24.0 (75.2)                                             | 25.7 (78.3)                                             | 22.2 (72.0)                                             | 16.6 (61.9)                                             | 6.8 (44.2)                                              | −2.9 (26.8)                                             | −8.9 (16.0)                                             | 7.0 (44.6)                                              |
| المتوسط اليومي °م (°ف)                                  | −16.2 (2.8)                                             | −14.7 (5.5)                                             | −7.2 (19.0)                                             | 3.2 (37.8)                                              | 11.6 (52.9)                                             | 18.2 (64.8)                                             | 20.2 (68.4)                                             | 17.0 (62.6)                                             | 11.5 (52.7)                                             | 3.4 (38.1)                                              | −6.0 (21.2)                                             | −12.7 (9.1)                                             | 2.4 (36.3)                                              |
| متوسط درجة الحرارة الصغرى °م (°ف)                       | −20.1 (−4.2)                                            | −19.1 (−2.4)                                            | −11.8 (10.8)                                            | −1.7 (28.9)                                             | 5.6 (42.1)                                              | 12.3 (54.1)                                             | 14.7 (58.5)                                             | 11.7 (53.1)                                             | 6.4 (43.5)                                              | 0.0 (32.0)                                              | −9.1 (15.6)                                             | −16.4 (2.5)                                             | −2.3 (27.9)                                             |
| الهطول مم (إنش)                                         | 19 (0.7)                                                | 14 (0.6)                                                | 15 (0.6)                                                | 24 (0.9)                                                | 36 (1.4)                                                | 58 (2.3)                                                | 72 (2.8)                                                | 66 (2.6)                                                | 44 (1.7)                                                | 38 (1.5)                                                | 32 (1.3)                                                | 24 (0.9)                                                | 442 (17.4)                                              |
| [بحاجة لمصدر]                                           |                                                         |                                                         |                                                         |                                                         |                                                         |                                                         |                                                         |                                                         |                                                         |                                                         |                                                         |                                                         |                                                         |

وقد حذر الباحثون، بما في ذلك سيرجي كيربوتن في جامعة ولاية تومسك وجوديث ماركواند في جامعة أوكسفورد، من أن غرب سيبيريا بدأ بالذوبان نتيجة لظاهرة الإحتباس الحراري. ومستنقعات المغيض المجمدة في هذه المنطقة قد تحمل مليارات الأطنان من غاز الميثان، والتي يمكن أن تطلق في الجو، حيث يعتبر غاز الميثان من الغازات دفيئة وهو أقوى ب22 من غاز ثنائي أكسيد الكربون. وفي 2008 كشفت رحلة بحث للإتحاد الجيوفيزيائي الأمريكي أن مستوى الميثان في القطب الشمالي لسيبيريا يصل إلى 100 مرة أكثر من المعدل الطبيعي نتيجة لإطلاق بعض غازات الميثان من خلال «ثقوب» في غطاء الجليد.

## الحدود والتقسيم الإداري

مقارنة بين نمو أكبر تسع مدن سيبيريا "في القرن العشرين

عُرفت سيبيريا كجزء كلي من روسيا فهي تمتد شرقاً من جبال الأورال إلى ساحل المحيط الهادي، وجنوبا من المحيط المتجمد الشمالي إلى الحدود في آسيا الوسطى والحدود الوطنية في كل من منغوليا والصين.
تشير مصادر من العهد السوفييتي مثل (الموسوعة السوفيتية العظمى) وروسيا الحديثة أن سيبيريا تمتد شرقا من جبال الأورال إلى الحد الفاصل بين المحيط الهادئ وأحواض المحيط المتجمد الشمالي، وجنوبا من المحيط المتجمد الشمالي إلى التلال في شمال ووسط كازاخستان والحدود الوطنية في كل من منغوليا والصين.
جغرافياٌ، يشمل هذا التعريف تقسيمات فرعية للعديد من الأجزاء الأخرى كجبال الأورال ومناطق الشرق الأقصى الفيدرالية، لكن لا يتم تضمينها إداريا. هذا التعريف يستبعد أوبلاست سفردلوفسك وأوبلاست تشيليابنسك اللتان يتم تضمينهما في تعاريف أوسع لسيبيريا، والتي تشير أيضاً إلى أن المحيط الهادئ (ليس الحد الفاصل) وإنما يمثل الحدود الشرقية (وبذلك يشمل الشرق الأقصى الروسي كله). في روسيا، يتم استخدام كلمة سيبيريا كبديل لاسم المنطقة الفيدرالية من قبل أولئك الذين يعيشون في المنطقة نفسها.

### المدن الرئيسية
نوفوسيبيرسك، هي المدينة الأكثر اكتظاظا بالسكان في سيبيريا، وهي كذلك المدينة الثالثة الأكثر اكتظاظا بالسكان في روسيا، وتشمل المدن الرئيسية الأخرى:

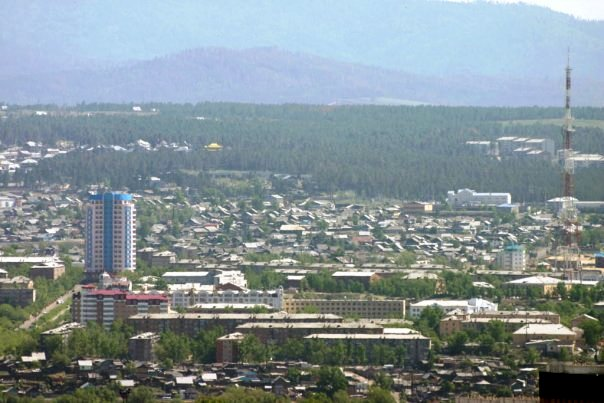
أولان-أودي

نهر آمور في خاباروفسك

- بارناول
- إيركوتسك
- كيميروفو
- كراسنويارسك
- نوفوكوزنتسك
- أومسك
- تومسك
- تيومين

وتشمل التعاريف الاوسع لسيبيريا:
- تشيليابنسك
- خاباروفسك
- فلاديفوستوك
- يكاترينبورغ

## الاقتصاد
تعتبر سيبيريا من المناطق الغنية جداً بالمعادن، حيث تحتوي على أغلب المعادن والخامات ذات القيمة الاقتصادية الكبيرة، كالذهب والرصاص والفحم والموليبدينوم والجبس والماس والديوبسيد والفضة والزنك، إضافة إلى موارد ضخمة غير مستغلة من النفط والغاز الطبيعي. وتحوي روسيا حوالي 40٪ من موارد العالم المعروفة من النيكل في نوريلسك، نيكل نوريلسك يمثل أكبر منتج للنيكل والبلاديوم في العالم.
 أمّا الزراعة فإنها مقيدة بموسم الزراعة والنمو القصير في معظم أنحاء المنطقة. مع ذلك فإن جنوب غرب البلاد حيث التربة السوداء الخصبة والمناخ الأكثر اعتدالا يتم فيه زراعة محاصيل كالقمح والشعير والبطاطا والشيلم المزروع، جنبا إلى جنب مع أعداد كبيرة من الأغنام والماشية. وفي أماكن أخرى نظرا لقلة خصوبة التربة وقصر موسم الزراعة يُقتَصَر على رعي الرنة في التندرا والذي مورس من قبل المواطنين لأكثر من 10,000 سنة. ومما يجدر الإشارة إليه أن سيبيريا تملك أكبر الغابات في العالم. وتبقى الأخشاب مصدرا هاما للدخل، وقد تم تسجيل أن الغابات تتعافى بسرعة أكبر من المقدر لها. ويعد بحر أوخوتسك واحد من اثنين أو ثلاثة من أغنى مصائد الأسماك في العالم بسبب تياراته الباردة والنطاقات الكبيرة للمد والجزر. وبالتالي فإن سيبيريا تنتج أكثر من 10٪ من كمية الصيد السنوي من الأسماك في العالم، على الرغم من أن الصيد قد انخفض بعض الشيء منذ انهيار الاتحاد السوفياتي.

## الرياضة

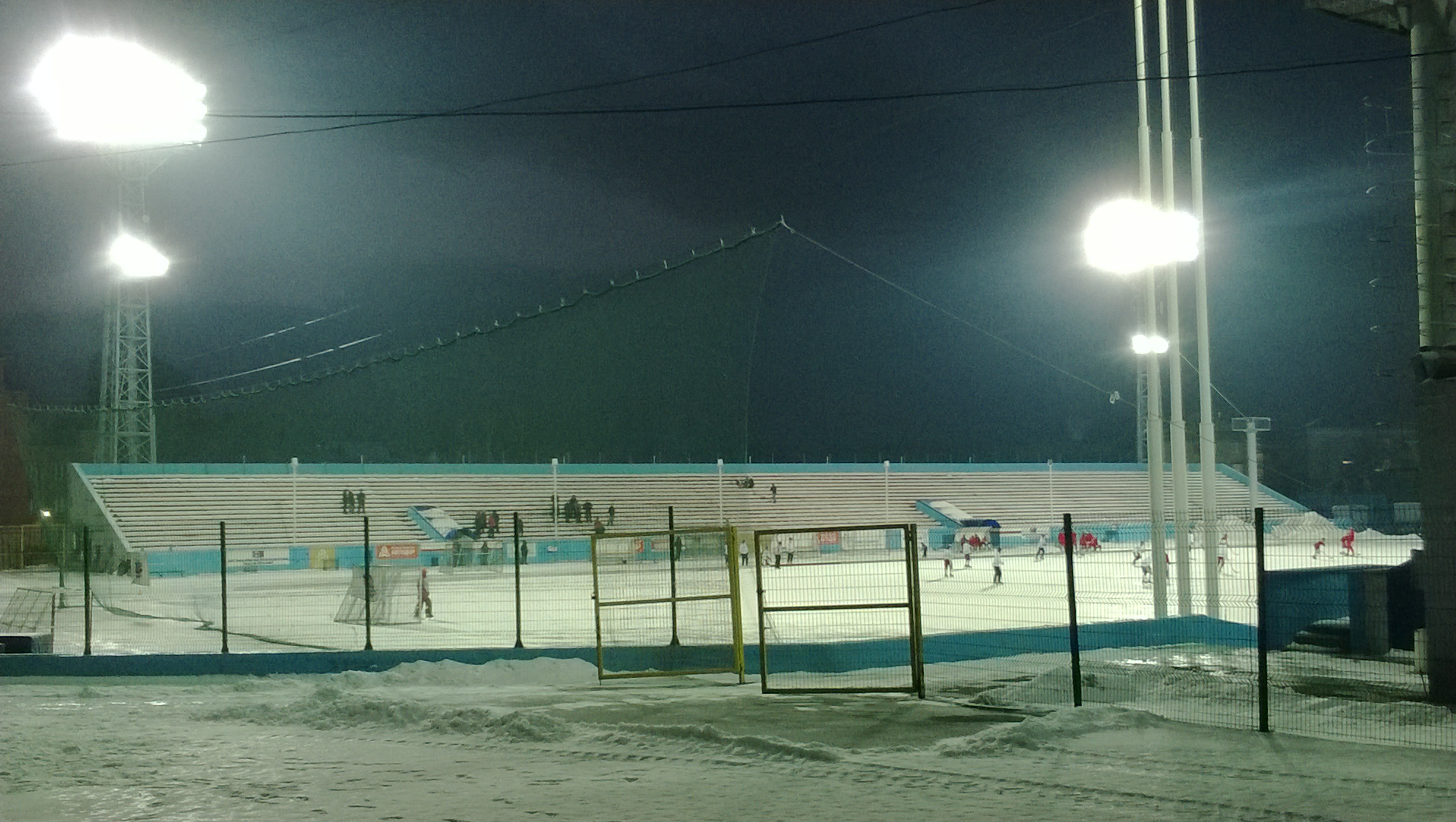
الباندي in نوفوسيبيرسك

تشمل فرق كرة القدم المحترفة في سيبيريا: FC Sibir Novosibirsk و FC Yenisey Krasnoyarsk وFC Tom Tomsk.
وقد لعب فريق كرة السلة ينسي كراسنويارسك في دوري اتحاد في تي بي منذ 2011-2012. الباندي هي ثالث أكثر الرياضات شعبية في روسيا. في 2015-2016 لباندي الدوري الممتاز في روسيا أصبح ينسي من كراسنويارسك بطل الدوري للمرة الثالثة على التوالي بفوزه على بايكال-انيرجيا من ايركوتسك في المباراة النهائية. ستستضيف كراسنويارسك دورة الألعاب الشتوية الجامعية في 2019.

## التركيبة السكانية

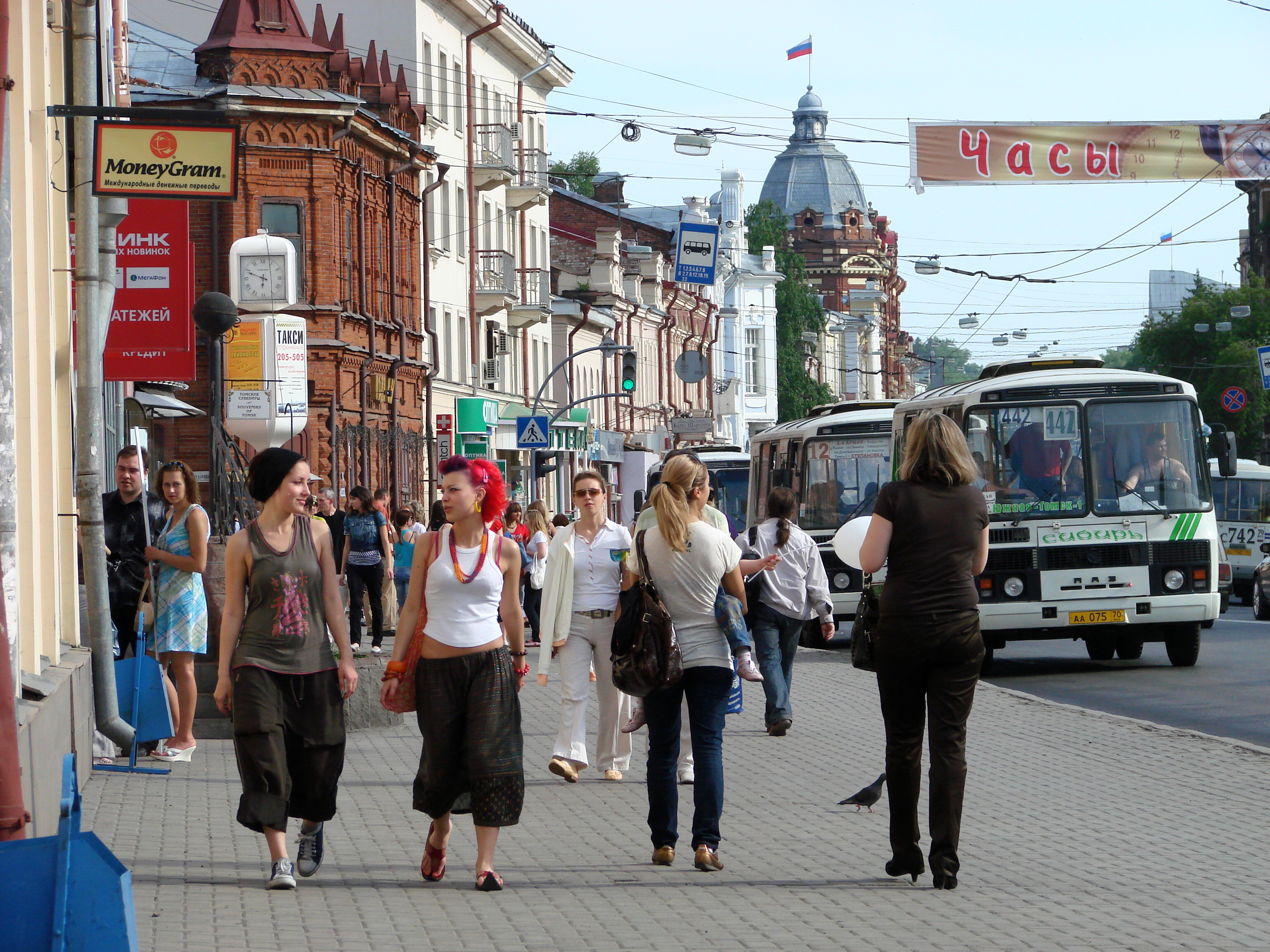
تومسك، واحدة من أقدم مدن سيبيريا، تم بنائها في عام1604

وفقا للتعداد السكاني الروسي لعام 2010 فإن سيبيريا ومنطقة الشرق الاقصى الفيدرالية يبلغ عدد سكانهما معاً 25.6 مليون. إما إقليمي تيومين وكورغان، -والتي تقع ضمن سيبيريا من الناحية الجغرافية وجزء من منطقة الاورال الاتحادية إدارياً- فيبلغ عدد سكانهما مجتمعين 4.3 مليون نسمة. وهكذا فإن سيبيريا هي موطن لحوالي 30 مليون نسمة.
والكثافة السكانية تُحَدد بحوالي ثلاثة أشخاص في الكيلومتر المربع الواحد. ومعظم الذين يعيشون في سيبيريا هم من الروس. وهناك ما يقارب ال 400,000 ألماني يعيش فيها. بالإضافة المغول والترك والبورياتيين والتوفانز والياقوتيين وتتار سيبريا والبورياتيين الذين يبلغ عددهم نحو 500,0000 وهم أكبر مجموعة من السكان الأصليين. ووفقا لتعداد عام 2002 كان هناك 443,852 من الياقوتيين.
ونحو سبعين في المئة من الناس سيبيريا يعيشون في المدن. ويعيش كثير من الناس في المناطق الريفية. نوفوسيبيرسك أكبر مدن سيبريا يبلغ عدد سكانها 1.5 مليون نسمة. وتوبولسك، تومسك، تيومين، كراسنويارسك، إيركوتسك وأومسك هي المراكز التاريخية القديمة.

## الديانات والمعتقدات

كادترائية التجلي في خاباروفسك

هناك مجموعة متنوعة من المعتقدات في جميع أنحاء سيبيريا، بما في ذلك المسيحية الأرثوذكسية وطوائف أخرى من المسيحية، والبوذية التبتية والإسلام. ويعيش في سيبيريا حوالي 250,000 مسلم وما يقارب ال 70,000 ألف يهودي. والمجموعة الدينية السائدة هي الكنيسة الأرثوذكسية الروسية.

## النقل
العديد من المدن في شمال سيبيريا، مثل بتروبافلوفسك كامتشاتسكي، لا يمكن الوصول إليها عن طريق البر. كما أنه لا يوجد أي ربط تقريبا بين المدن الرئيسية الأخرى في روسيا وآسيا. وأفضل طريقة للقيام بجولة في سيبيريا هو من خلال السكك الحديدية السيبيرية. التي تتحرك من موسكو في الغرب إلى فلاديفوستوك في الشرق.

## المعرض

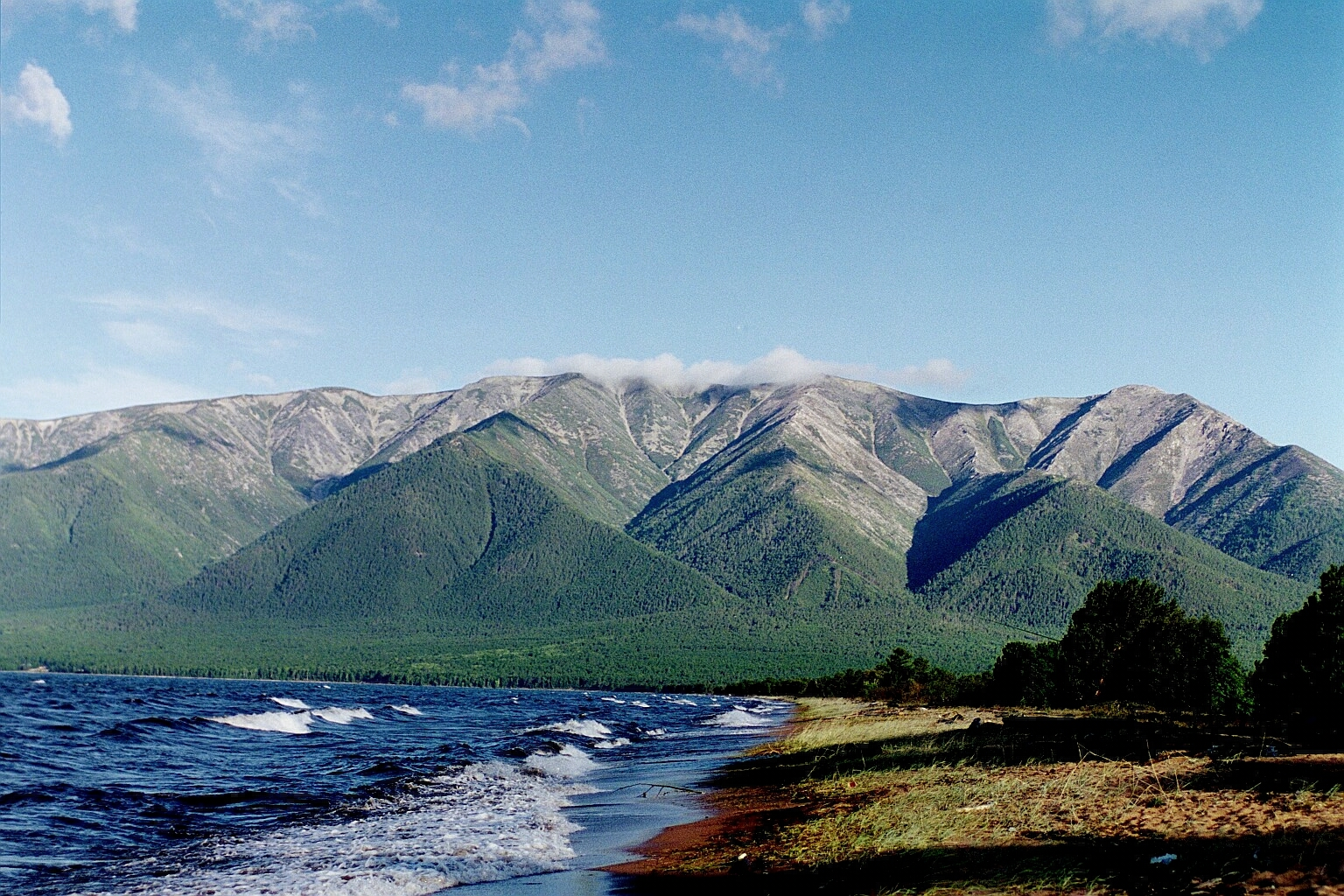
بحيرة بايكال، شبه جزيرة سيفيتوي.
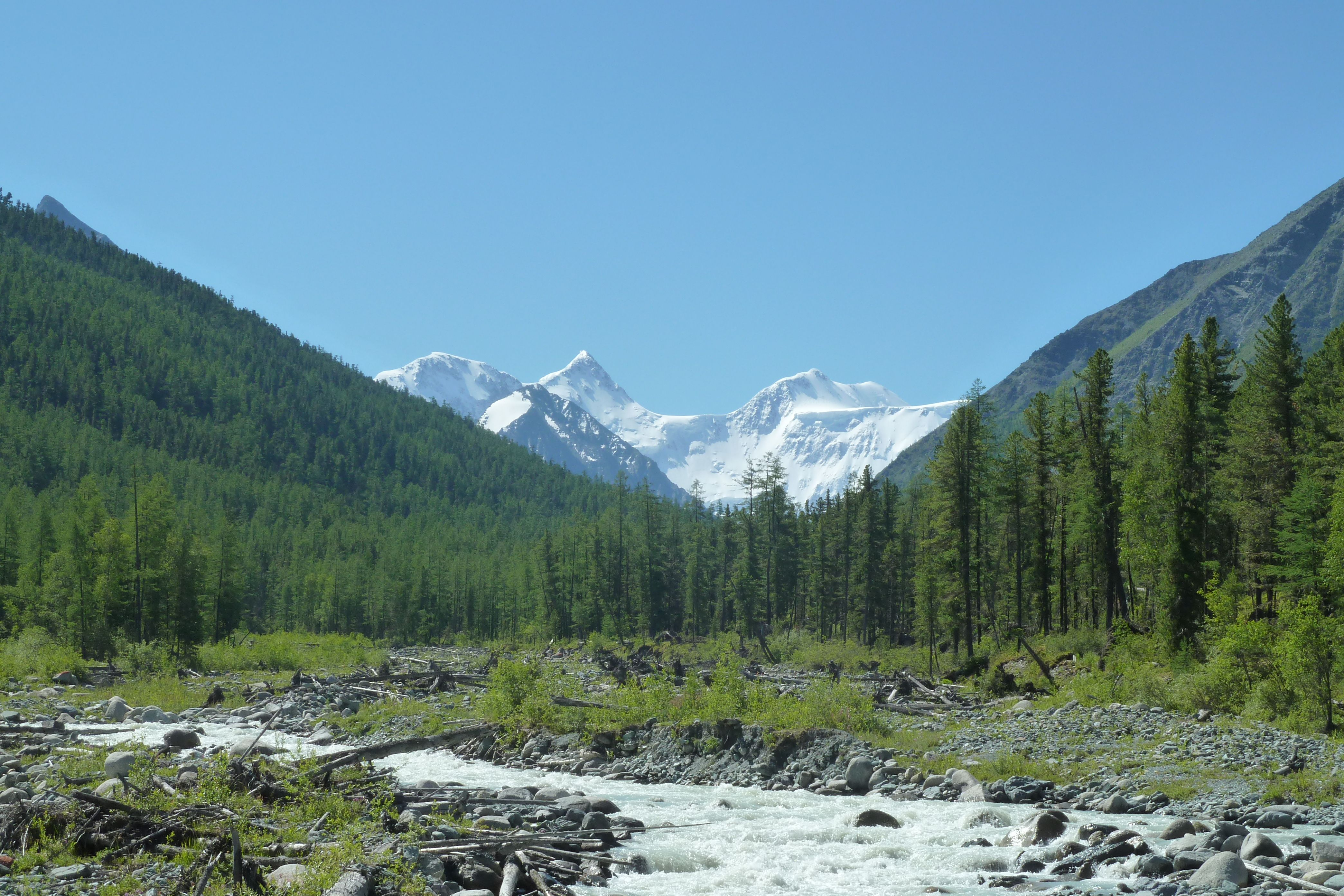
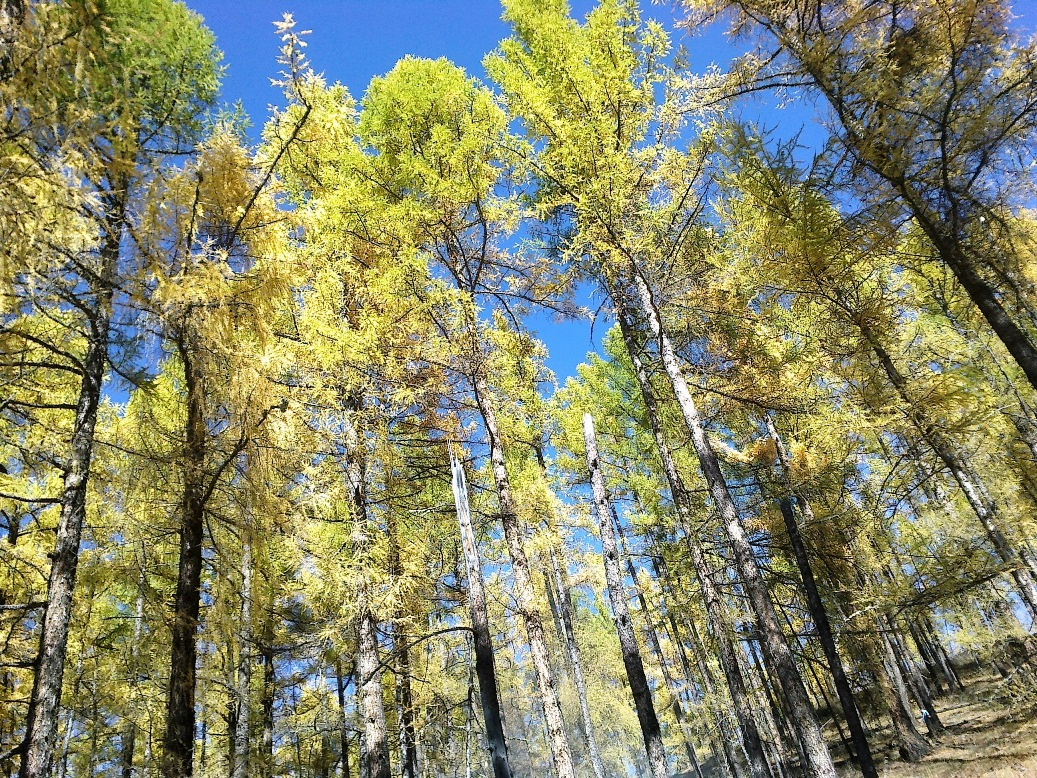
غابة في الجزء الشرقي من جبال سايان، بورياتيا
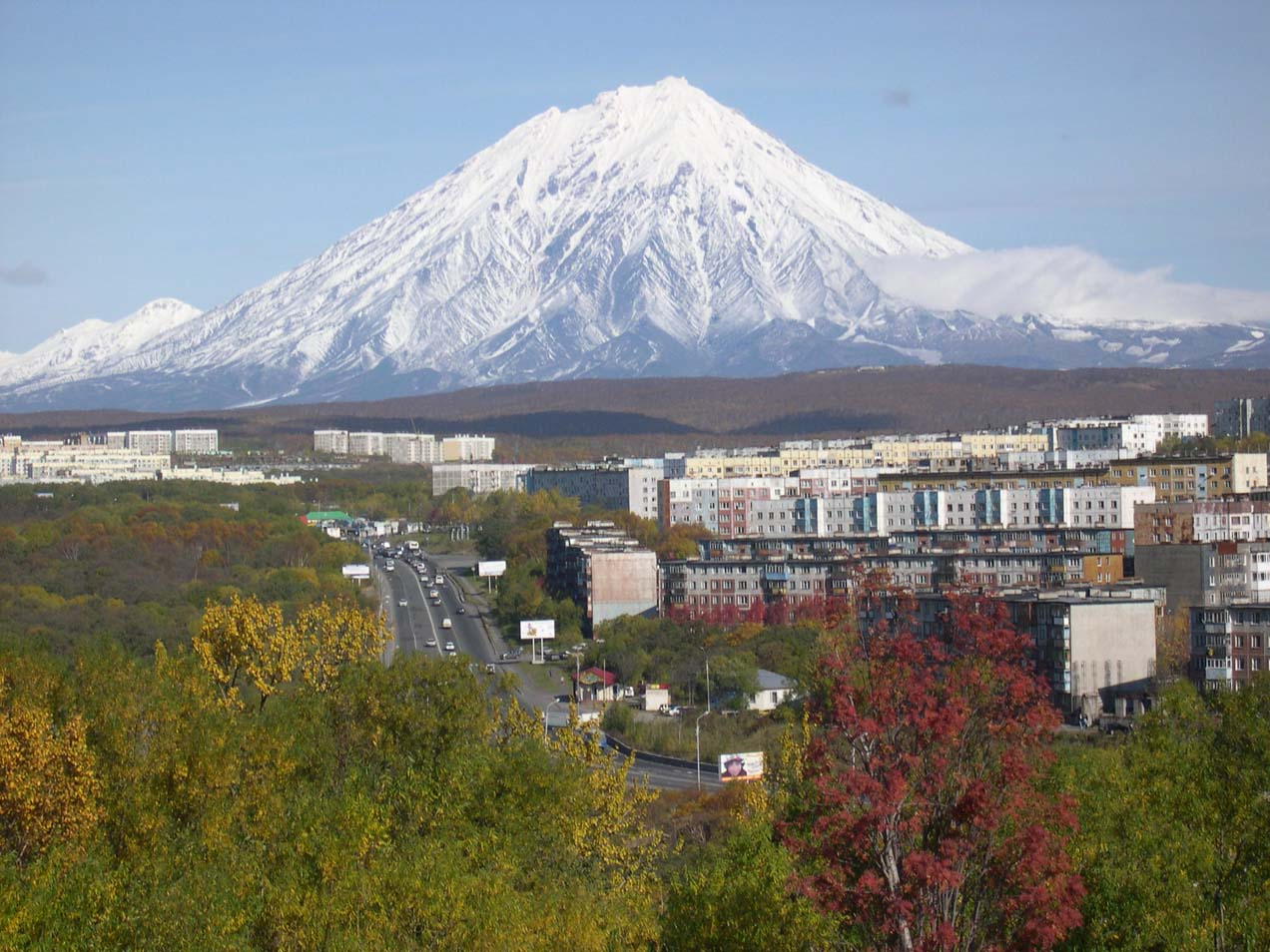
بركان كورياكسكي

## وصلات خارجية
- صور براري وحيوانات سيبيريا من ناشيونال جيوغرافيك العربية